# Procoptodon
Genre
Procoptodon est un genre fossile de mammifères marsupiaux de la famille des Macropodidae qui vivait en Australie au Pliocène et au Pléistocène. Il avait l'aspect général d'un kangourou géant.

## Historique
Le genre Procoptodon a été créé par Richard Owen en 1873.
On en a trouvé des fossiles un peu partout en Australie : en Australie-Méridionale, à Lake Menindee en Nouvelle-Galles du Sud, à Darling Downs au Queensland.

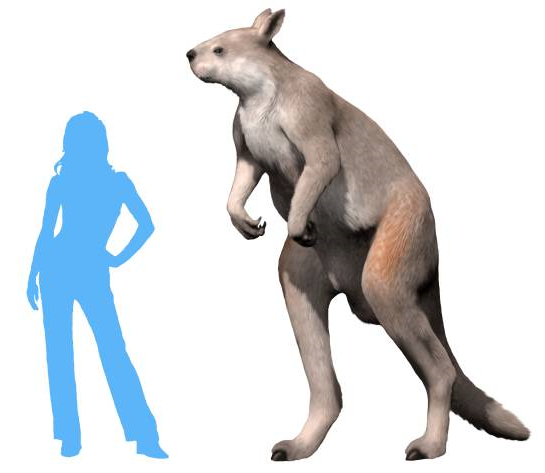
Taille comparée de Procoptodon goliah

## Description
Ces kangourous avaient une face courte et des yeux orientés vers l'avant. Chaque pied avait un seul doigt, à la façon du cheval actuel. Ils pouvaient ainsi se déplacer rapidement dans les forêts et les prairies où ils trouvaient herbes et feuilles pour se nourrir. Leurs pattes avant étaient aussi originales : elles portaient deux très longs doigts qui se terminaient par de longues griffes. On pense qu'elles servaient à attraper les branches situées à grande hauteur pour pouvoir les porter à la bouche.
La plus grande espèce qui ait jamais existé, Procoptodon goliah, mesurait jusqu'à 2,7 m pour un poids de 240 kg. Avec cette taille, il surpasse les membres des genres Sthenurus et Simosthenurus. Il s'agit du plus grand kangourou de tous les temps. Les autres espèces du genre étaient toutefois plus petites. Procoptodon gilli était le plus petit des Sthenurinae, avec une hauteur d'environ 1 m.

## Chronologie
Le genre Procoptodon semble s'être éteint il y a quelque 45 000 ans. Sa disparition est attribuée à l'arrivée de l'Homme moderne en Australie, sans qu'aucune preuve ne puisse en être avancée.

## Liste des espèces
- † Procoptodon cegsai
- † Procoptodon gilli
- † Procoptodon goliah Owen, 1873 (espèce type)
- † Procoptodon maddocki
- † Procoptodon mccoy
- † Procoptodon pusio
- † Procoptodon texasensis
- † Procoptodon williamsi

## Musée
Une réplique de taille réelle de Procoptodon goliah figure, avec d'autres animaux australiens préhistoriques, à l'Australian Museum à Sydney.